# Jesus Jones
I Jesus Jones sono un gruppo musicale rock alternativo britannico originario dello Wiltshire e attivo dal 1988. Hanno avuto successo in patria soprattutto con il secondo album Doubt, contenente la hit Right Here Right Now.

## Formazione

### Formazione attuale
- Mike Edwards (22 giugno 1964) - voce, chitarra, tastiera (1988-presente)
- Jerry De Borg (30 ottobre 1960) - chitarra (1988-presente)
- Al Doughty (31 gennaio 1966) - basso (1988-presente)
- Iain Baker (29 settembre 1965) - tastiera, programmazione (1988-presente)
- Gen (23 aprile 1964) - batteria, percussioni (1988-1997, 2014-presente)

### Ex componenti
- Tony Arthy - batteria (1999-2013)

## Discografia

### Album in studio
- 1989 - Liquidizer
- 1991 - Doubt
- 1993 - Perverse
- 1997 - Already
- 2001 - London
- 2004 - Culture Vulture

### Raccolte
- 2002 - Never Enough: The Best of Jesus Jordan